# Robert Budak
Robert Budak (Zagreb, 21. ožujka 1992. – Zagreb, 27. siječnja 2019.) bio je hrvatski filmski, kazališni i televizijski glumac.
Umro je iznenada u Zagrebu, 27. siječnja 2019. godine.

## Filmografija

### Televizijske uloge
- "General" kao Roko (2019.) - postumna uloga
- "Rat prije rata" kao pripadnik ATJ #2 (2018.)
- "Čuvar dvorca" kao službenik SDB-a (2017.)
- "Horvatovi" kao Davor (2015. – 2016.)
- "Počivali u miru" kao diler (2015.)
- "Crno-bijeli svijet" kao vojnik s kapije (2015.)
- "Stipe u gostima" kao Danko (2014.)

### Filmske uloge
- "General" kao Roko (2019.) - postumna uloga
- "Buđenje u strahu" (2018.)
- "F20" kao Damir (2018.)
- "Granice, kiše" (2018.)
- "Priče iz bijele sobe" kao barmen (2016.)
- "S one strane" kao Vladimir (2016.)
- "Odlazak" (2015.)
- "Zagreb Cappuccino" kao Josip (2014.)

### Kazališne uloge
- "Taksimetar"
- "Sherlock Holmes"
- "Alisa u Zemlji čudesa"
- "Tit Andronik"
- "Zdrav i čisti dom, to je baš po mom”
- "Proba orkestra”
- "Huddersfield”

## Nagrade i priznanja
- 2013. – Nagrada hrvatskog glumišta za ulogu u predstavi "Taksimetar" Gorana Vojnovića u režiji Matka Raguža i produkciji Teatra Exit iz Zagreba[3]

## Vanjske poveznice
- Robert Budak u internetskoj bazi filmova IMDb-u (engl.)
- Stranica na Zekaem.hr  Arhivirana inačica izvorne stranice od 28. siječnja 2019. (Wayback Machine)
- https://dnevnik.hr/showbuzz/celebrity/robert-budak-bio-je-je-jedinstven-lik-i-nesudjena-glumacka-legenda---547297.html